# Монжита мала
Монжи́та мала (Neoxolmis salinarum) — вид горобцеподібних птахів родини тиранових (Tyrannidae). Ендемік Аргентини.

## Таксономія
Раніше цей вид відносили до роду Монжита (Xolmis), однак за результатами молекулярно-генетичного дослідження, результати якого були опубліковані у 2020 році, він був переведений до роду Пепоаза (Neoxolmis).

## Поширення і екологія
Малі менжити мешкають на півночі центральної Аргентини, на солончаках Салінас-Грандес і Салінас-де-Амбарґаста в провінціях Ла-Ріоха, Катамарка, Сантьяго-дель-Естеро і Кордова. Вони живуть в галофітних заростях на берегах солоних озер, зокрема в заростях солонця. Зустрічаються на висоті від 100 до 200 м над рівнем моря.

## Збереження
Через обмежений ареал МСОП класифікує стан збереження цього виду як близький до загрозливого.